# Jidistavi
Jidistavi (en georgiano: ხიდისთავი) es un pueblo de Georgia ubicado en el este de la región de Guria, siendo parte del municipio de Chojatauri.

## Geografía
Jidistavi está situada al norte de la cordillera de Mesjetia, en el valle del río Gubazeuli, a 7 km de Chojatauri y a 26 km de Ozurgueti. 

## Historia
El antiguo nombre del puente es Otsjana (en georgiano: ოცხანა) y aquí surgió la variedad de uva Otjanuri Safere. 
En el siglo XVI, la población de Otsjana estaba formada por 20 familias y se menciona en un documento de 1622. En el siglo XIX, Otsjana era el centro de la comunidad rural de Basileti y en la década de 1870, la población de la comunidad era de 400 hogares. En Otjana había un mercado y por eso también se la llamaba ciudad puente. En 1903 se abrió una biblioteca en el pueblo. Durante la revolución rusa de 1905 se celebraron aquí reuniones políticas, lo que se conmemora con un obelisco.

## Demografía
La evolución demográfica de Jidistavi entre 1883 y 2014 fue la siguiente:
| 1944                                            | 2598 | 1404 | 1017 | 463 | 303 |
| (Fuente: Population of Georgia in Soviet times) |      |      |      |     |     |

Según el censo de 2014, los georgianos constituían el 100% de la población.

## Infraestructura

### Arquitectura, monumento y lugares de interés
En el pueblo se conservan odas, casas tradicionales de Guria, incluida la casa de Ana Kalandadze.

### Educación
Hay una escuela pública en el pueblo.

### Transporte
La carretera Chojatauri-Bajmaro pasa por el pueblo. 

## Personas destacadas
- Ketevan Lomtatidze (1911-2007): lingüista georgiana especialista en estudios kartvelianos y abjasios.
- Ana Kalandadze (1924-2008): poeta georgiana y una de las figuras femeninas más influyentes de la literatura georgiana moderna.

## Galería

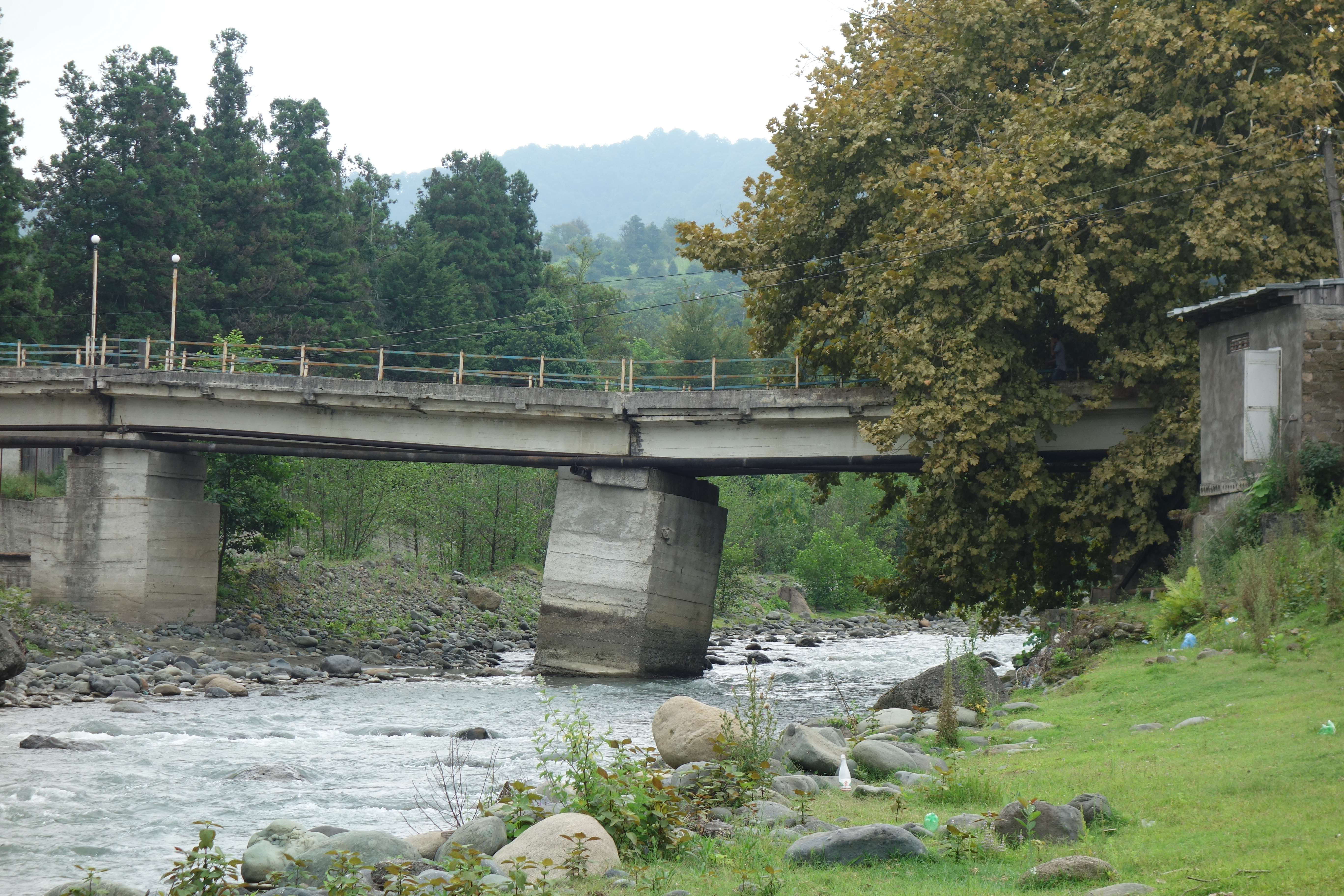
Puente sobre el río
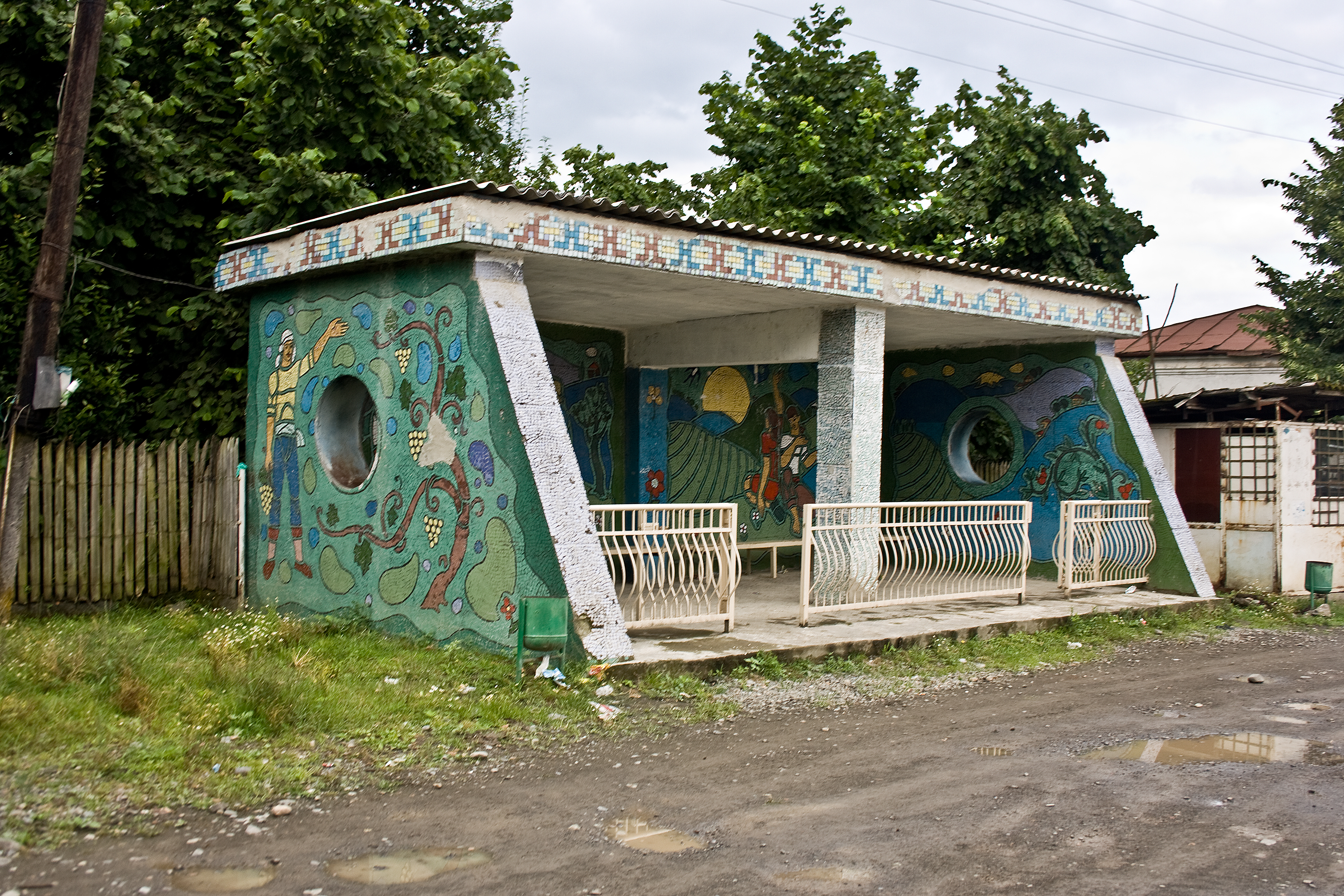
Estación de bus de Jidistavi
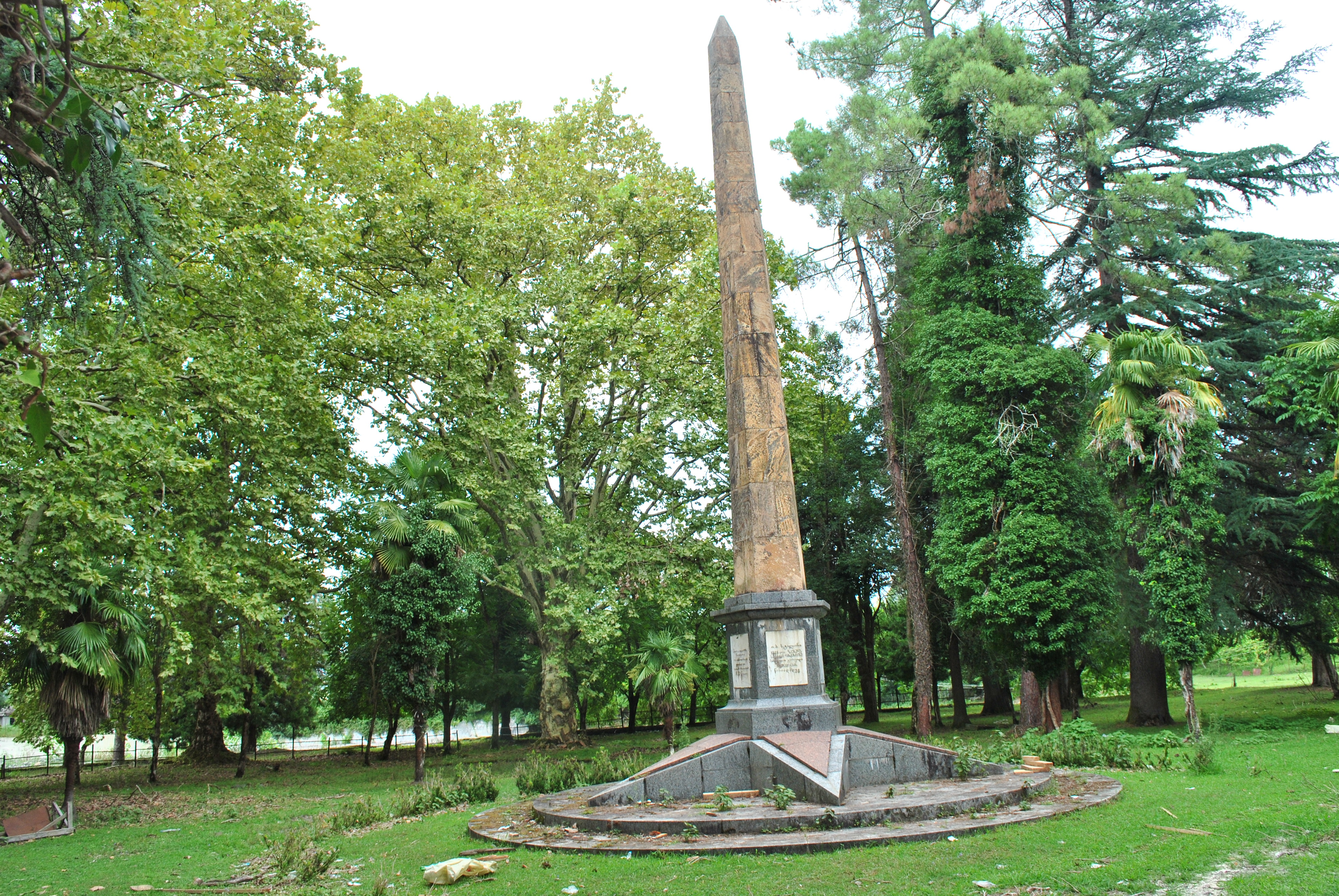
Obelisco de Jidistavi